# Walter Glaser (Physiker)
Walter Glaser (* 31. Juli 1906 in Oberbaumgarten (Böhmen); † 3. Februar 1960 in Wien) war ein österreichischer-böhmischer theoretischer Physiker und international anerkannter Experte auf dem Gebiet der Elektronenoptik und Elektronenmikroskopie.

## Leben
Walter Glaser studierte an der Deutschen Karls-Universität in Prag Mathematik und Physik und promovierte nach einigen an der Universität Wien verbrachten Semestern 1930 mit einer Dissertation über Korrespondenzprinzip und die Schrödingersche Wellenfunktion. Er wandte sich alsbald der Theorie der Elektronenoptik zu und habilitierte 1933 über die Theorie des Elektronenmikroskops.
Ab 1929 war er Assistent von Philipp Frank am Institut für theoretische Physik der Deutschen Karls-Universität und sollte am 1. Oktober 1938 das Ordinariat für Physik übernehmen. Aufgrund des Münchner Abkommens vom 30. September 1938 wurde das vom Präsidenten der tschechoslowakischen Republik bereits unterschriebene Ernennungsdekret Glaser jedoch nicht mehr ausgehändigt. Er wurde dann 1940 nach dem Ausscheiden von Philipp Frank außerordentlicher Professor und Vorstand des Instituts für Theoretische Physik. Zusätzlich wurde ihm die Leitung des Physikalischen Instituts der Deutschen Technischen Hochschule Prag übertragen. Schließlich erhielt Glaser 1944 eine Berufung zum ordentlichen Professor für theoretische Physik an der 
Universität Breslau und der Technischen Hochschule Breslau, konnte diese Stelle aber wegen der sich überstürzenden Kriegsereignisse nicht mehr antreten.
Nach dem Krieg wurde er samt seiner Familie von den tschechoslowakischen Behörden von der Zwangsumsiedlung der Sudetendeutschen als "unentbehrlicher Spezialist" zwar ausgeschlossen, er ging aber in der Nacht von Pfingstsonntag auf Pfingstmontag 1946 heimlich über die grüne Grenze zu Verwandten nach Österreich. Seine zurückgelassene Familie wurde im Herbst 1946 nach Ostdeutschland ausgesiedelt, verlor dabei das gesamte Vermögen, und konnte schließlich von Glaser über Westdeutschland nach Österreich gebracht werden.
1948–1949 arbeitete Glaser zunächst am Institut für theoretische Physik der Universität Wien mit den Bezügen einer wissenschaftlichen Hilfskraft. 1949 wurde er außerordentlicher Professor und 1953 Ordinarius und Vorstand des Institutes für Allgemeine Physik der Technischen Hochschule Wien. 1954–1956 war er Chefphysiker bei der Farrand Optical Co. in New York, USA. 1956 kam er als ordentlicher Professor für theoretische Physik und Nachfolger von Ludwig Flamm zurück an die Technische Universität Wien, verstarb aber wenige Jahre später Anfang 1960 an Krebs. Er wurde am Neustifter Friedhof bestattet.
Nach Angabe der tschechischen Historikerin Milena Josefovičová war Walter Glaser Mitglied folgender nationalsozialistischer Parteien und Organisationen: Bund der Deutschen (Böhmen), Deutscher Kulturverband, Sudetendeutsche Partei, Sudetendeutsches Freikorps und NSKK. April 1939 trat er der NSDAP bei (Mitgliedsnummer 7.134.330).

## Bedeutung
Walter Glaser war ein anerkannter Spezialist für Elektronenoptik. Er arbeitete als Theoretiker ab 1937 mit dem späteren Nobelpreisträger Ernst Ruska für die Siemens & Halske AG an der Entwicklung des ersten kommerziellen Elektronenmikroskops. Als Quantenphysiker bemühte er sich unter dem Einfluss Einsteins stehend um eine Widerlegung der indeterministischen Kopenhagener Interpretation der Quantenphysik.

## Schriften
- Grundlagen der Elektronenoptik, Springer-Verlag 1952.